# نیمه شعبان
نیمهٔ شعبان (۱۵ شعبان در گاهشماری هجری قمری) یکی از جشن‌های مسلمانان شیعه است که هم‌زمان با زادروز امام دوازدهم شیعیان، حجت بن حسن است. دعاهای زیادی مانند دعای کمیل در این شب خوانده می‌شود.
اهل سنت شب نیمه شعبان را «شب برات» نامیده و آن را به عنوان روز انزال قرآن به شب زنده‌داری و دعا می‌پردازند.

## نام‌های دیگر
- شب دعا
- نیمه شعبان در ایران[۵][۶]
- لیلة منتصف شعبان در عربستان
- شب رهایی در آسیای جنوبی
- برات کاندیلی در ترکیه
- شب برات در هند[۷]

## ماه شعبان
شعبان هشتمین ماه در گاه‌شماری هجری قمری است. ماه‌های رجب، شعبان و رمضان در میان مسلمانان اهمیّت زیادی دارند.
از پیامبر اسلام چنین نقل شده‌است که شعبان «ماه من» است.

## روز تولد امام دوازدهم شیعیان
سال تولد امام دوازدهم شیعیان را سال ۲۵۵ یا ۲۵۶ هجری نقل کرده‌اند. علت اختلاف شاید این بوده‌است که در سابق، تاریخ را با حروف ابجد می‌نوشتند و دربارهٔ سال تولد حجت بن حسن بین واژه‌های «نور» و «نهر» اختلاف است که این اختلاف ناشی از رسم‌الخط ناقلین می‌باشد.

## دیدگاه شیعیان
در روایات و احادیث امامان شیعه شب نیمه شعبان از جمله پر فضیلت‌ترین شب‌ها برای احیا و شب زنده داری، دعا و عبادت است.

در روایتی از امام اول شیعیان دربارهٔ خواندن دعای کمیل در این شب آمده‌است:
"قسم به کسی که جان علی در دست اوست همه امور نیک و بدی که بر بندگان جاری می‌شود، از شب نیمه شعبان تا پایان سال، در این شب تقسیم می‌شود. هیچ بنده‌ای نیست که این شب را احیاء دارد و در آن دعای خضر بخواند، مگر آن که دعای او اجابت شود… بنشین ای کمیل هنگامی که این دعا را حفظ کردی خدا را در هر شب جمعه، یا در هر ماه یک شب، یا یک بار در سال یا حداقل یک بار در طول عمرت، با آن بخوان، که خدا تو را یاری و کفایت می‌کند و تو را روزی می‌دهد، و از آمرزش او برخوردار می‌شوی، ای کمیل به خاطر زمان طولانی که تو با ما همراه بوده‌ای بر ما لازم است که درخواست تو را به بهترین شکل پاسخ دهیم، آنگاه دعا را چنین انشاء فرمود…
همچنین، شیعیان معتقدند خدا در این شب به تعداد موها و پشم‌های چهارپایان بندگانش را از آتش جهنم آزاد می‌کند و زمان‌های مرگ را ثبت و روزی‌های یک سال را تقسیم می‌کند و همه آنچه را که در طول سال واقع می‌شود نازل می‌سازد.

## دیدگاه اهل سنت
ابن حجر هیتمی در الصواعق المحرقه می‌نویسد: ‹‹ابوالقاسم محمد حجت هنگام وفات پدرش ۵ سال داشت و خداوند او را در همان کودکی حکمت آموخت او قائم منتظر نامیده می‌شود›› ابن صباغ در فصول المهمه می‌گوید: ‹‹ابوالقاسم محمد حجت پسر حسن خالص در سامرا در نیمه شعبان سال ۲۵۵ هجری قمری به دنیا آمد. ››

ابن خلکان در وفیات الاعیان چنین نگاشته‌است:
‹‹ابوالقاسم محمد فرزند حسن عسکری فرزند علی بن محمد فرزند محمد بن علی دوازدهمین امام از ائمه دوازده‌گانه‌است بر حسب اعتقاد امامیه و ولادت او در روز جمعه نیمه شعبان سال ۲۵۵ هجری قمری بود و هنگامی که پدرش در گذشت او ۵ سال سن داشت. ››

و ذهبی در سیر اعلام النبلا و ابن اثیر در الکامل فی التاریخ نیز ولادت حجت بن حسن را ذکر کرده‌اند.

## گستره جغرافیایی
برگزاری مراسم نیمه شعبان فقط مختص به ایران نیست. از دیگر کشورهایی که چنین مراسمی آن هم به شکل وسیع برپا می‌کنند، می‌توان به کشورهای عراق، لبنان، مصر، بحرین، یمن و آذربایجان اشاره کرد. همچنین کشورهایی مانند افغانستان، هند، پاکستان، امارات متحده عربی، تونس و مراکش که در آن‌ها شیعیان در اقلیتند نیز مراسم وسیعی به همین مناسبت برگزار می‌شود. حقیقت امر این است که آنچه که بیش از همه برگزاری مراسم نیمه شعبان را آسان‌تر می‌کند، اعتقاد برخی از فرقه‌های مهم به حجت بن حسن و ظهور اوست.

### ایران
مراسم نیمه شعبان در ایران نسبت به کشورهای دیگر پر رونق‌تر است. تدارکات ویژه‌ای که دولت و مردم برای این روز می‌بینند، بسیار وسیع است. چراغانی‌های وسیع، برگزاری جشن، مولودی‌خوانی‌های عمومی و پخش شربت و شیرینی که بسیاری از آن‌ها از سوی مردم و هیئت‌های مردمی انجام می‌شود، برای یادبود این روز برگزار می‌شود.
این روز در ایران، روز جهانی مستضعفان نامیده می‌شود.
پیاده‌روی از حرم حضرت معصومه تا مسجد جمکران از مراسم‌های این جشن در ایران هست

### عراق
از آنجا که بر اساس احادیث شیعیان، زیارت حسین بن علی اهمیت زیادی دارد از این رو جشن نیمه شعبان را در کربلا و در کنار حرم حسین بن علی برگزار می‌کنند. بسیاری از این زائران پیاده به کربلا می‌روند. قربانی کردن، چراغانی، غذا دادن به فقرا، عیدی دادن و دید و بازدید هم در این روز انجام می‌شود.

### مصر
در مصر علاوه بر شیعیان، سنی‌ها نیز این روز را جشن می‌گیرند. مولودی‌خوانی و رقص مهم‌ترین برنامهٔ جشن نیمه شعبان در مصر است.

### بحرین
این روز در تقویم رسمی کشور تعطیل نیست، اما بحرین در این روز به صورت نیمه تعطیل است.
عیدی دادن، دعا و مولودی‌خوانی در مسجدها و خوردن شام ویژه این شب از کارهایی است که بحرینی‌ها انجام می‌دهند.

### یمن
در یمن مردم در خیابان به جشن گرفتن این روز می‌پردازند و رقص خنجر انجام می‌دهند.

### هند
مسلمانان هند بر این باورند که خدا آیندهٔ تمام مردان را با احتساب تمام اعمال گذشته آن‌ها در شب برات (نیمهٔ شعبان) رقم می‌زند. در واقع شب برات به معنی شب بخشش یا روز کفاره است. شیعیان آن را به‌عنوان شبی که دوازدهمین و آخرین امامشان، امام ابو محمد قاسم (مهدی) متولد شده‌است، جشن می‌گیرند. مردم دعا و نماز می‌خوانند و تمام شب قرآن مقدس را تلاوت می‌کنند به این امید که خداوند اعمال آن‌ها را ببخشد. مسلمان در اوایل صبح به گورستان‌ها سر می‌زنند و گل می‌برند و برای آرامش نزدیکان درگذشته‌شان فاتحه می‌خوانند.
این جشنواره در روز سیزده یا چهاردهم ماه شعبان در تقویم اسلامی یا پانزده روز قبل از شروع ماه مبارک رمضان برگزار می‌شود. روزی که به عنوان لیالی برات شناخته می‌شود، به معنی شب آزادی است.
در این شب، پیامبر به هر خانه سر می‌زند و مشکلات و درد و رنج بشریت را آسان می‌کند. با توجه‌به افسانه‌ای در ارتباط با شب برات یک درخت در بهشت است که نام همه مردم در برگ‌ها نوشته شده و اگر در این شب یک برگ با نام یک شخص می‌افتد، به شدت اعتقاد بر این است که آن شخص در سال جاری خواهد مرد.
همچنین گفته شده که این شب گرامی داشته می‌شود چون پیامبر به شهر مقدس مکه وارد شدند. جشن همهٔ مساجد با رشته‌ای از لامپ‌ها و کاغذهای رنگی، روشن می‌شود. مساجد پر از جمعیت می‌شود که نماز و دعا می‌خوانند. کراکرها، مثل ستاره‌ها افزایش زیبایی آسمان تاریک می‌شوند. هزاران شمع و رشته لامپ الکتریکی خانه‌ها و خیابان‌ها را روشن می‌کنند و در نتیجه یک محیط شاد ایجاد می‌شود.
قرآن کریم خوانده شود و آهنگ‌های معنوی در تمام طول شب برات خوانده می‌شود. مردم پول‌دار سخاوتمندانه پول، لباس و چیزهای به نام درگذشتگانشان و به نیت آرامش روح آن‌ها، به نیازمندان اهدا کنند. به‌طور کلی اعتقاد بر این است که اگر شخص قاطع تمام شب را دعا بخواند و طلب آمرزش کند، بخشیده خواهد شد. برخی از مسلمان روزه می‌گیرند و نمازهای مستحبی می‌خوانند.